# Pinturas rupestres en el término municipal de Mérida (España)
En el término municipal de Mérida se conocen al menos 50 abrigos o estaciones con arte parietal rupestre, localizados en la umbría de la sierra de San Serván, Cerro de la Moneda, y Sierra Grajera. Estas manifestaciones datan principalmente del periodo calcolítico y la Edad del Bronce.

### Descubrimiento
Aunque debieron ser conocidas desde antiguo por pastores y cazadores, las primeras noticias registradas llegan de la mano del prehistoriador y abate Henri Breuil, quien visita la región extremeña en junio de 1916. Aunque ya se tenía noticia de la existencia de las pinturas de la Cornisa de la Calderita, Breuil continua la prospección por las sierras cuarcíticas al sur de la comarca, encontrando cuatro estaciones en la Sierra Grajera, una en el Cerro de la Moneda, y ocho en la umbría de la sierra de San Serván. Esta situación no cambiaría en las siguientes décadas, en las cuales los investigadores se limitan a mencionar los descubrimientos de Breuil sin aportar nuevos en el término. No sería hasta 1983 cuando Manuel León Gil y Ramón García-Verdugo Rubio hacen una exhaustiva prospección en la zona, descubriendo en el término de Mérida dos nuevos abrigos en el Cerro de la Moneda, además de otros 18 en el término de Arroyo de San Serván.

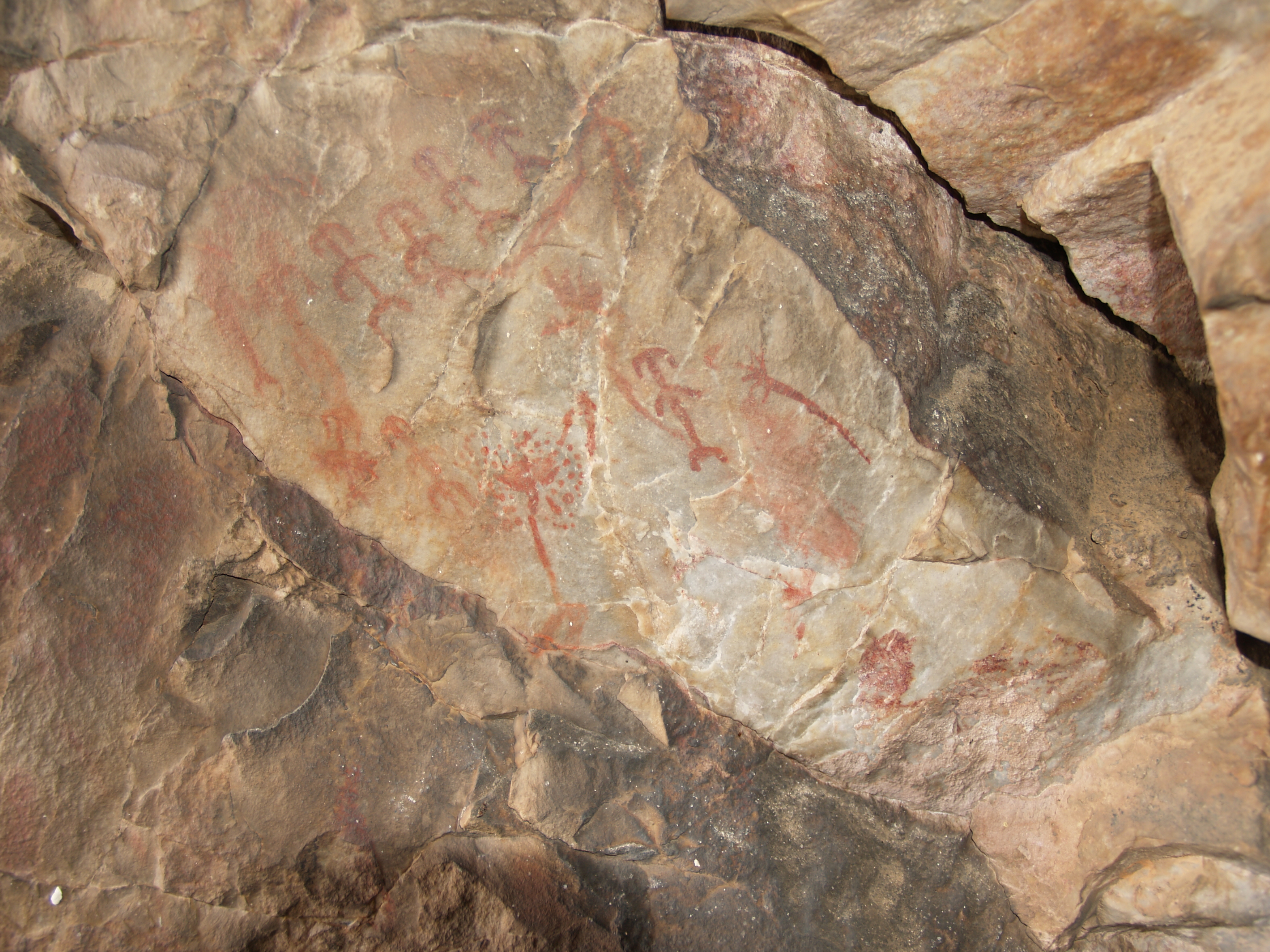
Motivos antropomorfos de trazo fino en el abrigo pequeño del pico Grajera Grande

### Tipología
La tipología de las pinturas es muy variada, aunque similar al que encontramos en el suroeste de la península ibérica. Destacan motivos antropomorfos, zoomorfos, petroglifoides, barras, puntos, zig-zags, esteliformes, ramiformes, o ídolos. En cuanto a los pigmentos, se tienen los resultados que han arrojado por espectroscopía Raman y por fluorescencia de rayos x en un abrigo cercano. Estos indican que los colores rojos son debido a la presencia de hematita (Fe2O3) junto en menor cantidad otros óxidos e hidróxidos de hierro. En cuanto al color amarillo puede ser debido a la utilización de goethita o limonita (α-FeO(OH)). Las zonas más oscuras pueden deberse a presencia de carbones u óxidos de manganeso.

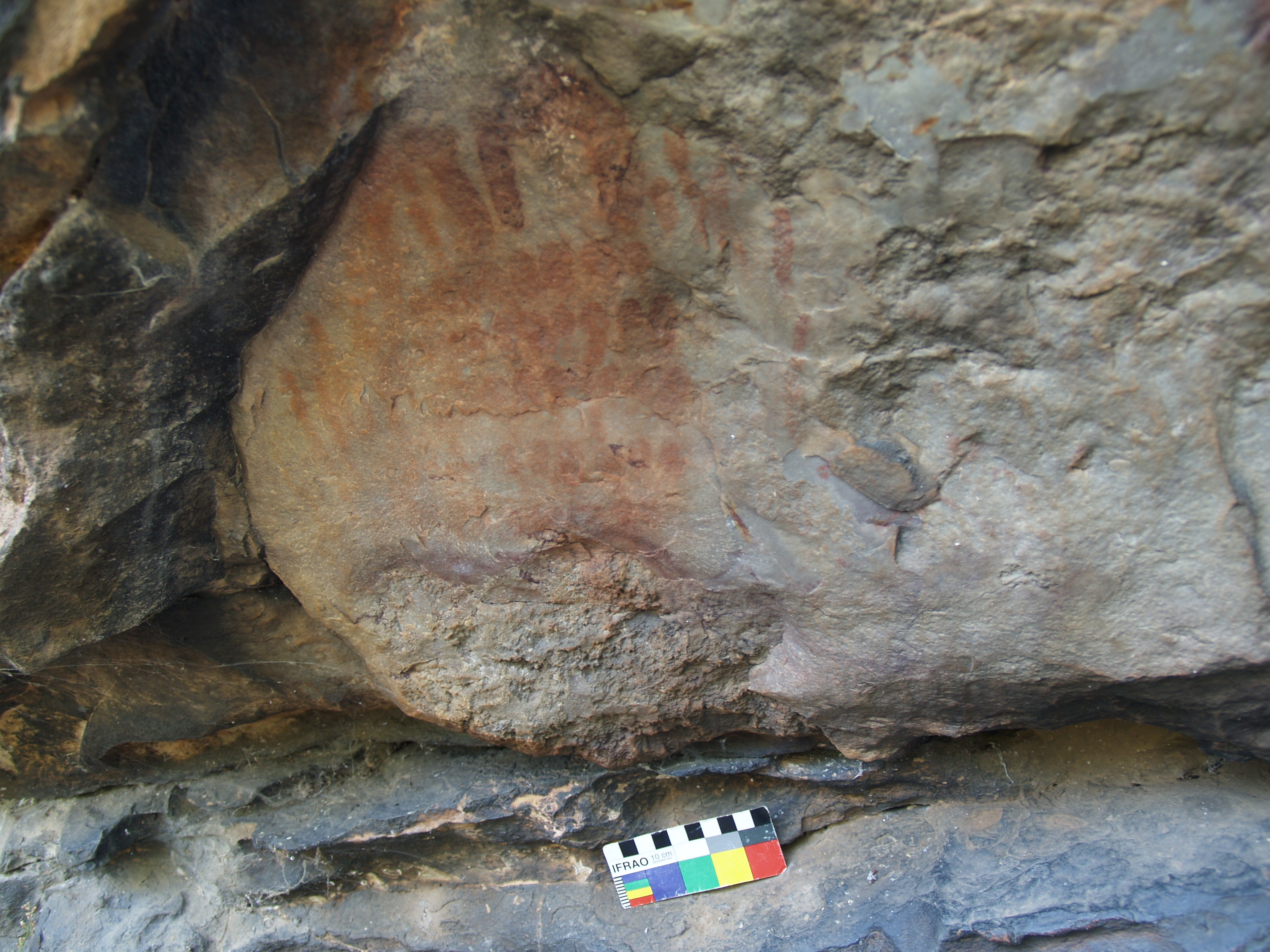
Abrigo V encontrado por Henri Breuil en 1916 en la umbría de la sierra de San Serván

### Cronología
Es difícil precisar una cronología exacta en tal cantidad de abrigos y con una actividad que se ha mantenido durante milenios. Si nos atenemos a recientes estudios en la cornisa de la Calderita podemos fijar una horquilla que va desde finales del neolítico al calcolítico, e incluso la Edad del Bronce,

### Significado
En cuanto al significado de estas pinturas mucho se ha hablado al respecto. Si nos atenemos a la opinión de Henri Breuil y Pilar Acosta, nos encontramos ante un proceso de creación de una escritura pictórica que fue abortada por culturas superiores. Según esta autora, estas estaciones no son tan sólo centros religiosos con representaciones cotidianas, sino que tienen un sentido narrativo. En cualquier caso, existe una brecha de comunicación entre estos pueblos y nosotros que nos dificulta entender su mensaje, por lo que cualquier interpretación es hipotética.

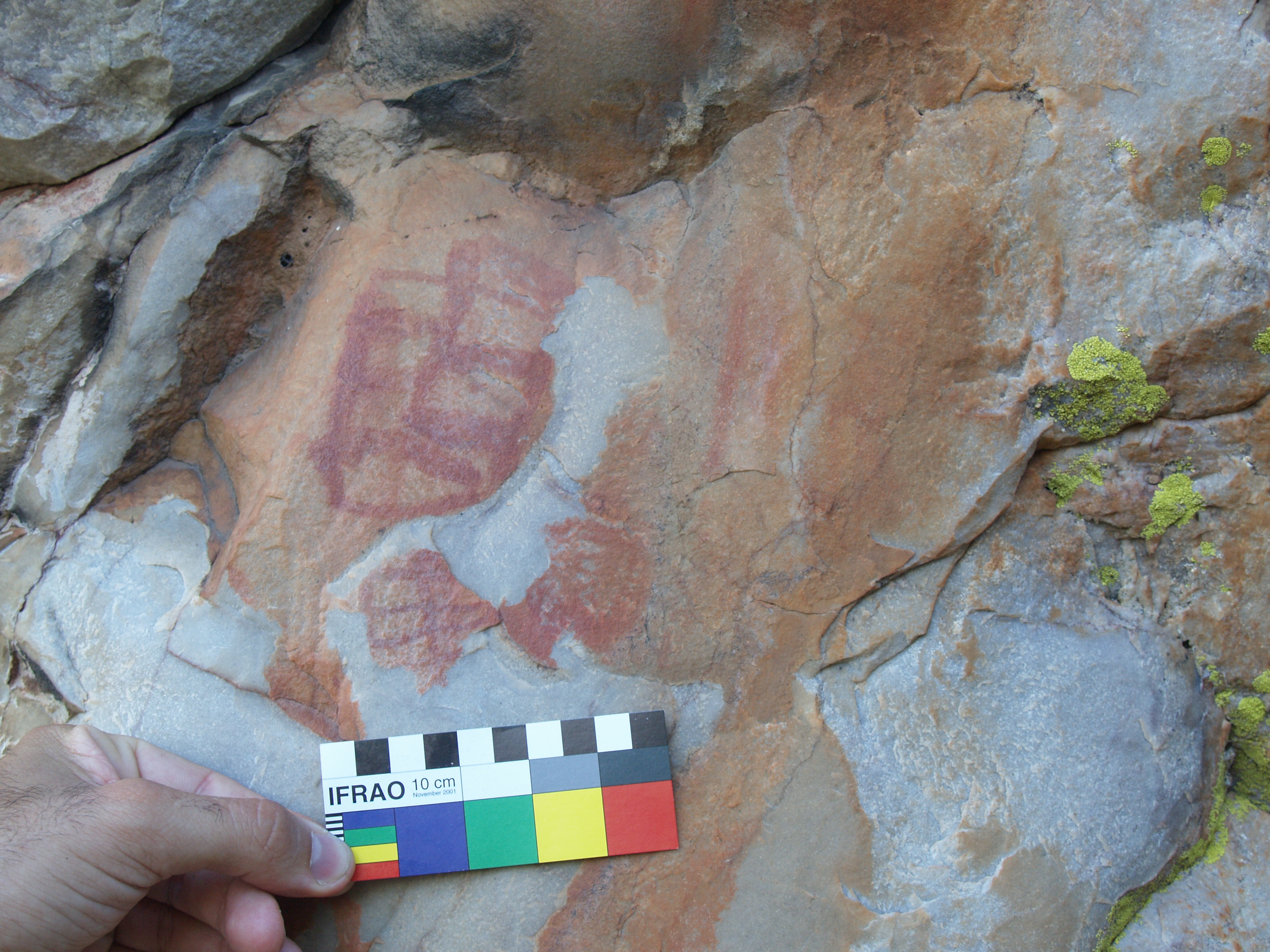
Restos de ídolos-placa en el abrigo de los conejos I, en el Cerro de la Moneda. Descubierto en 1983 por León Gil y por García-Verdugo.